# Kálmán Kovács
Kálmán Kovács (Budapest, 11 settembre 1965) è un ex calciatore ungherese, di ruolo attaccante.

## Palmarès

### Club
- Coppa dell'Ungheria: 2

Honvéd: 1984, 1985, 1989
- Campionato ungherese: 5

Honvéd: 1984, 1985, 1986, 1988, 1989
- Campionato cipriota: 1

APOEL FC: 1996

### Individuale
- Capocannoniere della Coppa UEFA: 1

1987-1988 (6 gol ex aequo con Kenneth Brylle e Dīmītrīs Saravakos)